# 小行星5964
小行星5964（英語：5964）是一颗围绕太阳公转的小行星。1990年8月23日，亨利·E·霍爾特在帕洛马山发现了此天体。
这颗小行星的绝对星等为212.2193838264632等。